# Чичария
Чичария (словен. Čičarija; хорв. Ćićarija; итал. Cicceria; нем. Tschitscherboden) — горная система, а также одноимённая историко-культурная и экономическая область в северо-восточ. части п-ова Истрия. Тянется от посёлка Козина (Словения) до г. Риека (Хорватия). На севере граничит с регионом Мтарское подолье, на юге — с областью Белая Истрия. Представлена идущими здесь тремя главными параллельными склоняющимися к морю хребтами, длиной в 57 км, шириной в 15 км и средней высотой в 500—600 м. Выделяются вершины: в Словении — г. Славник (1029 м), в Хорватии — Орляк (1102 м). Получила своё название по имени местного романоязычного населения (истрорумыны), которые по-хорватски называются чичи или чирибиры.

## Характеристика
Чичария отличается от остальной Истрии более суровым климатом. Несмотря на то что в некоторых местах выпадает до 2000 мм осадков год, из-за развитго карста, воды не задерживаются почвой. Поэтому Ч. — это неплодородная полоса земли, по большей части обнаженная, бледно-серого цвета. На крайнем юге переходит в область «Белая Истрия» (Istria bianca). Изборожденная горами, ущельями и долинами, она представляет мало участков плодородной почвы, мало пастбищ и лугов; цветов мало, все больше шалфей и седая трава, подходящая по цвету к почве; горы покрыты тоже только кустарником; только у Новиграда (итал. Castelnuovo) имеется лесной массив. Чичария — самая отсталая в экономическом отношении часть Хорватии, имеет аграрный характер. Каждый сколько-нибудь подходящий клочок земли старательно обработан и орошен местными жителями, которым земледелие и скотоводство всдают главные средства к существованию. Население (как славянское, так и почти ассимилированное романское) носит имя чичей (чичи, хорв. ćići, итал. cicci, chicchi) и говорит на говорах хорватского (юг) и словенского языков. Итальянское меньшинство покинуло регион после 1945 г.